# آلن تودیک
آلن تودیک (انگلیسی: Alan Tudyk؛ زادهٔ ۱۶ مارس ۱۹۷۱) یک بازیگر و صداپیشه اهل ایالات متحده آمریکا است. وی از سال ۱۹۹۷ میلادی تاکنون مشغول فعالیت بوده‌است.
از فیلم‌ها یا برنامه‌های تلویزیونی که وی در آن نقش داشته‌است می‌توان به فایرفلای، داستان یک شوالیه، باردار، تغییرشکل‌دهندگان: تاریکی ماه، آبراهام لینکلن: شکارچی خون‌آشام، ۱۰ به یوما، تاکر و دیل در برابر شیطان، داج بال: داستان یک بازنده واقعی اشاره کرد.

## اوایل زندگی
تودیک در ۱۶ مارس ۱۹۷۱، در ال پاسو، تگزاس، متولد شد. مادر او، بتی لویس و پدرش تیموتی نیکلاس تودیک بود. وی نژاد لهستانی دارد. تودیک در پلینو، تگزاس، حومه شهر دالاس بزرگ شد و در دبیرستان پلانو تحصیل کرد. قبل اینکه یک بیننده عصبانی، او را تهدید به مرگ کند و استعفا بدهد، وی تجربه کوتاهی به عنوان یک استندآپ کمدین داشت. تودیک در رشته درام در کالج لون موریس وابسته به متدیست‌ها در جکسونویل، تگزاس تحصیل کرد و در آنجا برنده جایزه تعالی علمی برای درام شد. وی در حالی که در دانشگاه بود، در نقش بیور اسمیت در یک تئاتر تابستانی در نیومکزیکو، بازی کرد. تودیک وارد مدرسه جولیارد شد اما در سال ۱۹۹۶ قبل از دریافت مدرک، آنجا را ترک کرد.

## حضور در فیلم‌ها
- داج بال: داستان یک بازنده واقعی در نقش استیو دزد دریایی
- من، ربات در نقش سانی
- ۲۸ روز در نقش گرهارت
- پسران شگفت‌انگیز در نقش سم ترکسلر
- داستان یک شوالیه در نقش وت
- پچ آدامز در نقش اورتون
- آبراهام لینکلن: شکارچی خون‌آشام در نقش استیون ای. داگلاس[۵]
- سرنتی در نقش واش
- تبدیل‌شوندگان: نیمه تاریک ماه در نقش داچ[۶]
- تاکر و دیل در برابر شیطان در نقش تاکر مک گی
- ۴۲ در نقش بن چاپمن
- ۳:۱۰ به یوما در نقش داک پاتر
- مرگ در تشییع جنازه سیمون
- باردار در نقش جک
- ترامبو در نقش ایان مک للان هانتر
- دونده مارپیچ: مشقت‌های اسکرچ در نقش بلوندی
- آدبال در نقش بردلی استلر
- روگ وان در نقش کی-۲اس او
- ددپول ۲ در نقش گردن قرمز شماره ۱
- قلب‌ها در آتلانتیس
- علاءالدین در نقش یاگو (صدا)

## حضور در سریال‌ها
- فریژر در نقش تاد پیترسون (قسمت: "The Great Crane Robbery")
- فایرفلای[۷]در نقش هوبان "واش" واشبورن (نقش اصلی)
- پرورش شکست‌خورده در نقش پاستور ویل (۳ قسمت)
- سی‌اس‌آی در نقش کارل فیشر (قسمت: "Burn Out")
- وی در نقش دیل مدوکس (۳ قسمت)
- کارآگاه راکفورد در نقش کارآگاه بکر (پیلوت)
- زیاد ذوق‌زده نشو در نقش بوریس (قسمت: "The Surprise Party")
- تازه‌کار در نقش الروی (قسمت: "Clean Cut")
- دووم پاترول در نقش مستر نوبادی/اریک موردون (نقش اصلی فصل ۱)
- کمدی بنگ! بنگ! در نقش ری (۱ قسمت)
- موجه در نقش الیاس مارکوس (قسمت: "Shot All to Hell"; credited as Wray Nerely)
- آژانس کارآگاهی جامع دیرک جنتلی در نقش آقای اوزموند پریست (نقش دوره ای)
- بیگانه ساکن (نقش اصلی) در نقش دکتر هری و بیگانه

## صداپیشگی در بازی‌ها
- هیلو ۳
- هیلو ۳: اودی‌اس‌تی
- بی‌عدالتی: خدایان میان ما
- بی‌عدالتی ۲
- ندای وظیفه: جنگاوری پیشرفته
- جنگ ستارگان جبهه نبرد (بازی ویدئویی)

## صداپیشگی در انیمیشن‌ها

### انیمیشن سریالی
- بابای آمریکایی! (۲ قسمت)
- مرد خانواده (۱ قسمت)
- مرغ ربات (۳ قسمت)
- فینیس و فرب (۱ قسمت)
- وقت ماجراجویی (۲ قسمت)
- ریک و مورتی (۱ قسمت)
- استار علیه نیروهای شیطان (نقش اصلی، لودو آواریوس، شاه ریور باترفلای)
- فضای نهایی (۲ قسمت)
- هارلی کوئین[۸] (نقش اصلی، جوکر، کلی‌فیس، کلندر من، دکتر ترپ، کندیمنت کینگ و چند شخصیت دیگر)

### انیمیشن سینمایی
- عصر یخبندان در نقش لنی
- لیگ عدالت: جنگ در نقش سوپرمن/کلارک کنت
- رالف خرابکار در نقش شاه شیرینی
- یخ‌زده در نقش دوک وسلتون
- آلوین و سمورچه‌ها ۳ در نقش سایمون
- شش قهرمان بزرگ در نقش آلیستر کری
- عصر یخبندان: ذوب در نقش چولی
- عصر یخبندان: رانش قاره‌ای در نقش میلتون، هانکی سیرن
- پسر فضایی در نقش آقای اسکویی
- زوتوپیا در نقش دوک ویزلتون
- موانا در نقش هیهای، روستایی شماره ۳
- رالف اینترنت را خراب می‌کند در نقش همه چیزدان
- فیلم باب‌اسفنجی: اسفنج در حال فرار در نقش لاکت
- منجمد ۲[۹]در نقش گارد، رهبر نورتولدرا، سرباز آرندلی